# AF Lankester 1943
El AF Lankester es un equipo de fútbol de Costa Rica que juega en la Primera División de LINAFA, la tercera categoría de fútbol en el país. 

## Historia
Fue fundado en el año 1943 en el distrito de Dulce Nombre en la provincia de Cartago por el botánico inglés Carlos Lankester, quien también funda el jardín botánico Lankester, el cual posteriormente dona a la Universidad de Costa Rica.
Es uno de los pocos equipo aficionados del país que se ha mantenido con vida a través de los años en Costa Rica, ya que nunca ha participado en competiciones profesionales, y en la temporada 2015/16 retorna a la Tercera División de Costa Rica.
El club es más conocido por su programa de formación de jugadores en categorías menores en la Provincia de Cartago que por sus logros como equipo aficionado.

## Torneo de Copa 2025
En julio de 2025, se dio a conocer que el cuadro de AF Lankester estará presente en el Torneo de Copa UNAFUT 2025-2026 organizado por la UNAFUT. El conjunto que pertenece al cantón de Paraíso de Cartago debutará en esta Copa por primera vez en su historia y lo hará en la Fase Preliminar ante el conjunto de A. D. Rosario también de la Segunda B de LINAFA el 27 de julio en único partido a disputarse en el Estadio Jorge "Palmareño" Solís. En una dramática definición donde al final el juego se alargó hasta los lanzamientos desde el punto de penal tras concluir en 120 minutos con igualdad de 3 por 3. Al final el equipo de Rosario terminó superando en los penales a Lankester 3 a 2.

## Palmarés
| Competiciones nacionales                        | Títulos | Subcampeonatos |
| ----------------------------------------------- | ------- | -------------- |
| Segunda División de LINAFA - Zona Cartago (1/0) | 2014-15 |                |